# Sitolu Bahal (Lintong Nihuta)
Sitolu Bahal is een bestuurslaag in het regentschap Humbang Hasundutan van de provincie Noord-Sumatra, Indonesië. Sitolu Bahal telt 1473 inwoners (volkstelling 2010).